# Georg August Wallin
Georg August Wallin (Sund, 24 oktober 1811 – Helsinki, 23 oktober 1852) was een Finse oriëntalist en ontdekkingsreiziger. Hij was de eerste Europeaan die de Arabische regio van Hail beschreef en gaat ook door als de eerste Europeaan die deze stad aandeed.   

## Biografie

### Jeugd en scholing
Georg August Wallin werd geboren op de archipel Åland in 1811. Twee jaar eerder had Rusland de eilanden veroverd op Zweden en de bevolking was voornamelijk Zweeds. Wallin verkreeg zijn scholing aan de kathedraalschool van Turku. In 1829 ging hij aan de Universiteit van Helsinki klassieke en oriëntaalse talen studeren. Ook wist hij zich een aantal moderne talen meester te maken zoals Duits, Frans, Engels en Russisch. Hij studeerde ook Perzisch en Arabisch en ontwikkelde op de universiteit een levenslange vriendschap met Gabriel Geitlin. Onder diens leiding studeerde Wallin in 1839 af met een dissertatie over het verschil tussen het moderne en het oude Arabisch.
Het jaar daarop vertrok Wallin naar Sint-Petersburg en aan de universiteit van Sint-Petersburg volgde hij colleges over oriëntaalse talen en leerde hij Turks en verbeterde hij zijn Perzisch door de lessen van Mirza Ismail. Ook correspondeerde Wallin in het Arabisch met Muḥammad ʿAyyād al-Tanṭawi, een Egyptische intellectueel die ook verbonden was aan de universiteit. Via hem ontwikkelde Wallin een voorliefde voor de islamitische cultuur. Hij keerde eerst terug naar Finland om daar geneeskunde te studeren.

### Reizen in het Midden-Oosten
Na zijn studie vertrok Wallin voor zijn reis naar het Midden-Oosten met behulp van een reisbeurs van de Universiteit van Helsinki. Zoals zoveel Europese reizigers voor hem wilde hij zichzelf presenteren als een dokter. Hij reisde via Duitsland en Frankrijk naar Marseille en ging daar per schip naar Constantinopel om vervolgens door te gaan naar Izmir. Hij kwam uiteindelijk op 14 december 1843 in Alexandrië aan. In Egypte presenteerde hij zich voor het eerst onder zijn Arabische naam Sheikh Wali. In Egypte verbeterde hij verder zijn kennis van de Arabische taal en zijn kennis van de Koran. Ook nam Wallin de gewoonte op zich om vijf maal per dag te bidden. Tijdens zijn verblijf in Caïro ontmoette hij ook de Franse arts Antoine Barthélemy. In oktober 1844 reisde Wallin met een paar vrienden naar Wadi Halfa om daar de monumenten te bekijken.

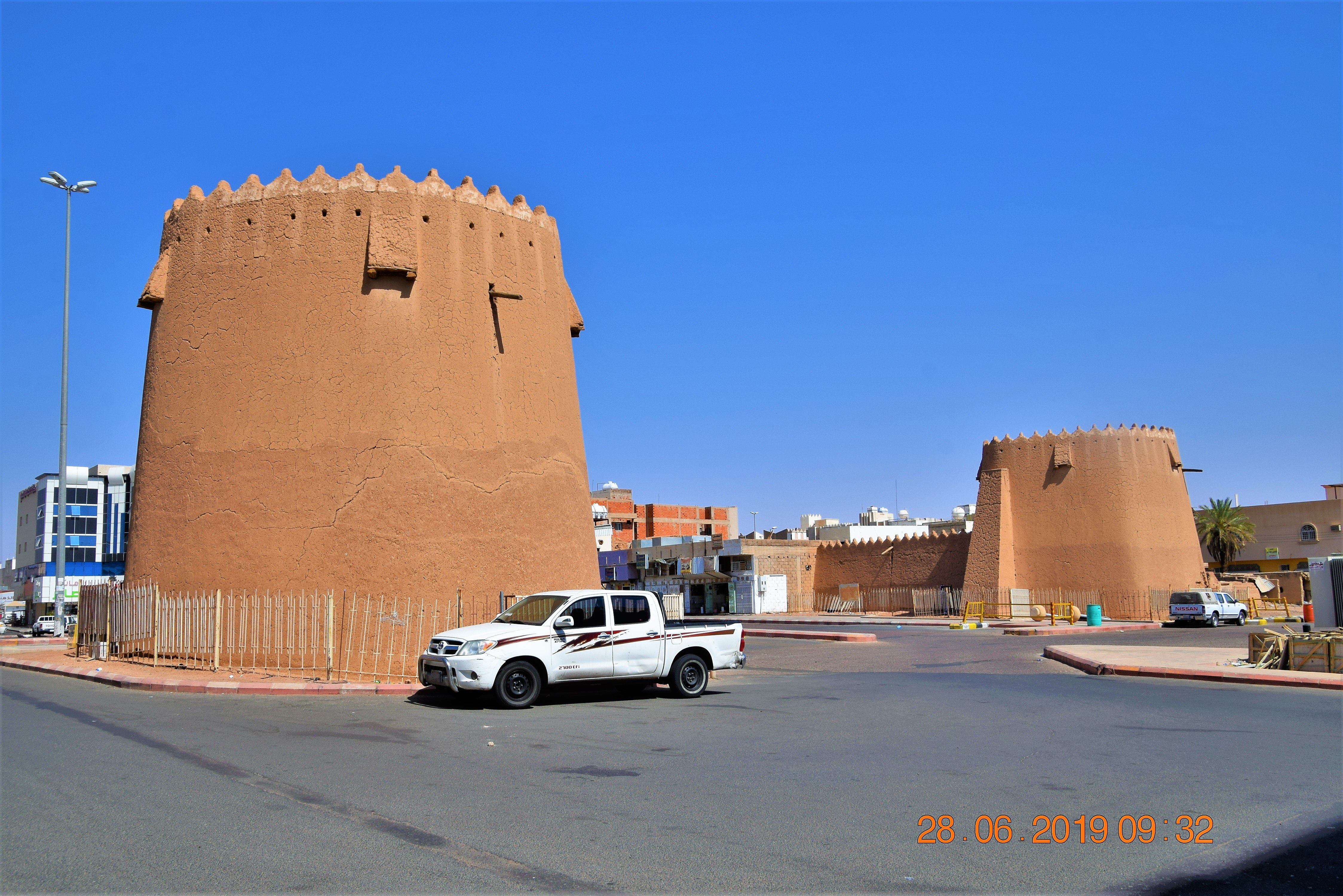
De resten van het Barzanpaleis in Hail

Op 11 april 1845 vertrok Wallin uit Caïro om de Arabische woestijn te ontdekken. Via Ma'an reisde hij naar Al Jawf waar hij drie maanden verbleef. Hij was vervolgens de eerste Europeaan die de Arabische stad Hail bereikte. Wallin sloot zich aan bij een Perzische hadj-karavaan en met hen wist hij naar Medina en Mekka te reizen. Hij bleef een week lang in Mekka voor hij naar Jeddah reisde om vervolgens weer terug te keren in Caïro.
In december 1846 begon Wallin aan een nieuwe reis. Ditmaal reisde hij naar het Katharinaklooster in Sinaï, Jeruzalem, Bethlehem en Damascus. Precies een jaar later begon hij aan zijn laatste woestijnreis. Dit keer reisde hij door het noorden van Arabië en reisde van Muwayliḥ aan de westkust naar Tabuk, Tayma en nog een keer naar Hail. Hij was de eerste Europeaan die deze regio beschreef en zijn beschrijvingen leverden hem van de Royal Geographical Society eerbewijzen op.
Hij verbleef ook een periode bij de bedoeïenen en in december 1848 reisde hij voor het eerst naar Bagdad waar hij de Britse consul Henry Rawlinson ontmoette. Hij bleef een tijdje rondreizen in Perzië en bezocht Kermanshah, Shiraz en Isfahan. In juni 1849 keerde hij terug in Caïro en op 9 augustus vertrok hij uit Alexandrië naar Europa.

### Londen en Helsinki
Wallin verbleef ongeveer een halfjaar in Londen en tijdens zijn periode aldaar maakte hij de keuze om met een academische carrière te starten in Finland. Voor zijn dissertatie besloot hij een Latijnse vertaling te maken van het werk van de dichter Omar Ibn Al Faridh en het commentaar van Abd al-Ghani al-Nabulsi. Ook schreef hij een rapport over zijn derde reis voor de Royal Geographical Society en droeg deze op 22 april 1850 voor aan het genootschap. Daarnaast hielp Wallin de Britse Oost-Indische Compagnie met het verbeteren van hun kaarten van Arabië en vertaalde hij bedoeïenenliederen naar het Duits.
Hij keerde vervolgens terug naar Helsinki en verdedigde zijn doctorale thesis in oktober 1850. Op 1 januari 1851 verkreeg Wallin de positie van hoogleraar in oriëntale literatuur. Direct startte hij met het plannen van een nieuwe reis naar het Midden-Oosten. Zijn plannen kwamen ten einde met zijn onverwachte dood op 23 oktober 1852.